# Хроніки Монтока
«Хроніки Монтока» — документальний фільм режисера Крістофера П. Гаретано 2014 року. У фільмі розповідається про передбачувані події в рамках проєкту Монток.

## Огляд
«Хроніки Монтока» — це історія про трьох чоловіків, які стверджують, що між 1971 і 1983 роками глибоко під поверхнею бази ВПС «Кемп Герой» проводилися таємні експерименти.
У фільмі є інтерв'ю з Елом Білеком, Стюартом Свердлоу та Престоном Ніколсом.
У січні 2015 року відбулася прем'єра фільму на кінофестивалі Філіпа К. Діка в Нью-Йорку, який здобув нагороду у номінації за найкращий повнометражний документальний фільм / «Особливість і не тільки».
У лютому 2015 року Престон і Крістофер взяли участь у загальнонаціональному ток-шоу Coast to Coast AM.